# Canton de Laval-Nord-Ouest

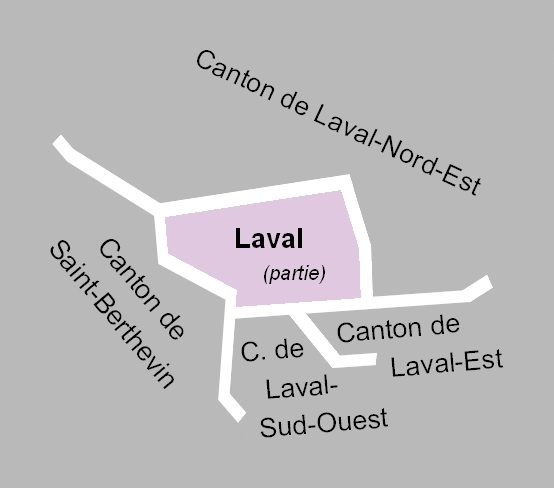
La carte de situation du canton. Les cantons limitrophes étaient ceux de Laval-Nord-Est, de Laval-Est, de Laval-Sud-Ouest et de Saint-Berthevin.

Le canton de Laval-Nord-Ouest est une ancienne division administrative française située dans le département de la Mayenne et la région Pays de la Loire.

## Représentation
Le canton est créé en 1973 (décret du 13 juillet 1973) à partir de l'ancien canton de Laval-Ouest et est amputé en 1985 de l'actuel canton de Saint-Berthevin.

### Conseillers généraux du canton de Laval-Nord-Ouest (de 1973 à 2015)
| Période | Période | Identité          | Étiquette        | Qualité                                                                            |
| ------- | ------- | ----------------- | ---------------- | ---------------------------------------------------------------------------------- |
| 1973    | 1979    | René Sauleau      | PS puis DVG      | Retraité de l'Éducation nationale, adjoint au maire de Laval                       |
| 1979    | 1985    | Clément Trocherie | RPR              | Chef d'entreprise à Saint-Berthevin, élu en 1985 dans le canton de Saint-Berthevin |
| 1985    | 2004    | Paul Lépine       | UDF, puis UMP    | Cadre bancaire, adjoint au maire de Laval (1995-2008)                              |
| 2004    | 2015    | Claude Gourvil    | Les Verts / EÉLV | Adjoint au maire de Laval (2008-2014), conseiller municipal de Laval depuis 2014   |

Le canton participe à l'élection du député de la deuxième circonscription de la Mayenne.

### Conseillers généraux de l'ancien canton de Laval-Ouest (de 1833 à 1973)
| Période | Période                                          | Identité                      | Étiquette                          | Qualité |
| ------- | ------------------------------------------------ | ----------------------------- | ---------------------------------- | --- |
| 1833    | 1839 (décès)                                     | Joseph Lelièvre               |                                    | Avocat, vice-président du tribunal de première instance de Laval                                                                       |
| 1839    | 1839                                             | Pierre Queruau-Lamerie        |                                    | Avocat, vice-président du tribunal de première instance de Laval. Nommé par le gouvernement de la Monarchie de Juillet                 |
| 1839    | 1848                                             | Pierre Queruau-Lamerie        |                                    | Marchand de fer, maire de Laval (1832-1844), conseiller d'arrondissement                                                               |
| 1848    | 1852                                             | Léon Dumans de Chalais        |                                    | Avocat à Laval |
| 1852    | 1859 (décès)                                     | Pierre Queruau-Lamerie        |                                    | Marchand de fer, ancien maire de Laval (1832-1844)                                                                                     |
| 1859    | 1871 (décès)                                     | Jules Leclerc d'Osmonville    |                                    | Propriétaire de mines de charbon dans la Sarthe et dans la Mayenne, maire de Laval (1844-1847), député au Corps législatif (1853-1870) |
| 1871    | 1877                                             | Raphaël Toutain père          | Droite                             | Propriétaire, maire de Saint-Berthevin                                                                                                 |
| 1877    | 1889 (démission en 1887, puis retour en arrière) | Louis Bretonnière (1842-1902) | Républicain                        | Fabricant à Laval, fondateur du Parti républicain en Mayenne, fondateur du journal L'Avenir National                                   |
| 1889    | 1925                                             | Christian d'Elva              | URD-FR                             | Député (1889-1906), sénateur (1906-1925), maire de Changé (1884-1925)                                                                  |
| 1925    | 1931 (décès)                                     | Louis Duchemin                | Conservateur                       | Industriel à Laval |
| 1931    | 1940                                             | Maurice Courcelle             | URD                                | Chef de service à l'Agence Havas, maire de Saint-Jean-sur-Mayenne                                                                      |
|         |                                                  |                               |                                    | |
| 1945    | 1973                                             | Francis Le Basser             | DVD-RPF puis UNR puis UDR puis DVD | Chirurgien, président du conseil général (1947-1973), maire de Laval (1956-1971), sénateur (1948-1965)                                 |

### Conseillers d'arrondissement du canton de Laval-Ouest (de 1833 à 1940)
| Période                                  | Période      | Identité                    | Étiquette                 | Qualité |
| ---------------------------------------- | ------------ | --------------------------- | ------------------------- | --- |
| 1833                                     | 1839         | Pierre Queruau-Lamerie      |                           | Maire de Laval (1832-1844)                                                                                  |
| 1839                                     |              | Jean-Romain Le Gentil       |                           | |
| 1848                                     | 1871         | Charles Toutain             |                           | Maitre de poste, maire de Laval de 1860 à 1874                                                              |
| 1871                                     | 1874         | Jules Lefizelier            |                           | Avocat à Laval                                                                                              |
| 1874                                     | 1877         | Gustave Boisseau            |                           | Propriétaire à Laval                                                                                        |
| 1877                                     | 1889         | Aimé Billion (1838-1893)    | Républicain               | Propriétaire, adjoint au maire de Laval, maire de 1879 à 1892                                               |
| 1889                                     | 1895         | Marcel Cellier              |                           | Docteur-médecin à Laval                                                                                     |
| 1895                                     | 1902 (décès) | Alfred Duchemin (1859-1902) | Républicain               | Industriel, conseiller municipal de Laval, membre de la chambre de commerce, juge au tribunal de commerce   |
| 1903                                     | 1910         | Raphaël Toutain fils        | Action libérale populaire | Propriétaire, directeur des Mines de Montigné                                                               |
| 1910                                     | 1919         | Émile Lemaitre              | Républicain               | Propriétaire, ancien négociant, conseiller municipal de Laval                                               |
| 1919                                     | 1934 (décès) | Georges Gougeon (1851-1934) | Républicain               | Docteur en médecine à Laval (médecin-chef de l'Hospice Saint-Louis), président du conseil d'arrondissement  |
| 1934                                     | 1940         | Georges Coupeau             | PDP                       | Chirurgien-dentiste à Laval                                                                                 |
| 1940                                     |              |                             |                           | Les conseils d'arrondissement ont été suspendus par la loi du 12 octobre 1940 et n'ont jamais été réactivés |
| Les données manquantes sont à compléter. |              |                             |                           | |

Source : Répertoire numérique des annuaires administratifs de la Mayenne. https://archives.lamayenne.fr/archives-en-ligne/ead.html?id=FRAD053_2NUM242&c=FRAD053_2NUM242_e0000017&qid=

## Composition

### Ancien canton de Laval-Ouest (de 1801 à 1973)
Communes de Laval (en partie), Ahuillé, Changé, Saint-Berthevin, Saint-Germain-le-Fouilloux et Saint-Jean-sur-Mayenne.

### Canton de Laval-Nord-Ouest
Le canton de Laval-Nord-Ouest se composait d’une fraction de la commune de Laval. Il comptait 11 884 habitants (population municipale) au 1er janvier 2012.
| Nom               | Code Insee | Intercommunalité       | Population (dernière pop. légale)               |
| ----------------- | ---------- | ---------------------- | ----------------------------------------------- |
| Laval (chef-lieu) | 53130      | CA Laval Agglomération | Fraction : 11 884(2012) Commune : 50 073 (2014) |

La portion de Laval incluse dans ce canton était « déterminée par les limites territoriales des communes de Saint-Berthevin et de Changé, l'axe de la rivière la Mayenne de la limite de la commune de Changé jusqu'au pont Aristide-Briand et l'axe des voies ci-après : place du 11-Novembre, rue du Général-de-Gaulle et rue de Bretagne ».
Il comprenait les quartiers de Sainte-Catherine, Hilard et Grenoux.
À la suite du redécoupage des cantons pour 2015, cette partie de Laval est entièrement rattachée au canton de Laval-2.
La commune de Grenoux, absorbée en 1863 par Laval, était partiellement incluse dans le territoire de ce canton.

## Démographie
| 1975 | 1982 | 1990   | 1999   | 2006   | 2011   | 2012   |
| ---- | ---- | ------ | ------ | ------ | ------ | ------ |
| -    | -    | 10 594 | 12 022 | 12 603 | 12 036 | 11 884 |